# Гута-Селицька
Гута-Селицька — село в Україні, у Селищенській сільській громаді Звенигородського району Черкаської області. Населення становить 211 осіб.